# Тихоновка (Медынский район)
Тихоновка — деревня в Медынском районе Калужской области Российской Федерации. Входит в сельское поселение «Село Кременское».

## Физико-географическое положение
Ближайшие населённые пункты: Прудки, Каляево и Подсосенки. Находится на берегу реки Щелоковка.

## Население
| 2002 | 2010 |
| ---- | ---- |
| 5    | ↘0   |

## История
В XIX веке также называлась Дряболовка.